# サンディー&ザ・サンセッツ
サンディー&ザ・サンセッツ（Sandii & the Sunsetz）は、1979年から 1990年代まで活動していた日本のシンセポップバンド。

## 概要
久保田麻琴率いるサンセッツ（夕焼け楽団）とサンディーは別々のアーティストとしてスタートし、それぞれが別々のディスコグラフィーを持っている。しかし、彼らのコラボレーションは、その時代を代表する特定の作品群を提供し、東洋、西洋、ポップの影響をうまく融合させた。

## キャリア

### 結成前
サンディー（Sandii） - 本名：鈴木 あや、外国名サンドラ・オニール（Sandra O'Neale）は、アイルランドとスペインの祖先を持つアメリカ人の父親と日本人の母親の間に日本で生まれた。 父は米海軍に所属し、幼少期は日本で過ごしたが、10代前半にハワイに移り、フラとパシフィックダンスを学び始める。 1975年に日本に戻り、DJやモデルとして活動を始めた。
サンディーは1976年にNHKの番組にゲストとして出演した久保田麻琴と出会い、その後彼のバンド「夕焼け楽団」にバックシンガーとして（アルバムは『ディキシー・フィーバー』）参加した。久保田は幅広い影響力を持つミュージシャンであり、大きくヒットする事は無かったが、コラボレーションは批評家から高く評価された。「夕焼け楽団」の音楽は、ブルース、サザン・ロック、ウェストコースト・ロックの影響を強く受けていたが、後にハワイアン・ミュージックや沖縄の音楽にますます関心を持つようになった。この頃、サンディーは久保田麻琴と友好を結んでいた細野晴臣と知り合う。細野はハワイとのゆかりから「サンディー」と命名。ただし、1980年まで、サンディーはセッション毎にさまざまな名前を使用していた。 「サンドラ・ホーン」、「サンディ・A・ホーン」、「サンディ・アヤコ」など。
1978年、サンディーはアガサ・クリスティの『ナイル殺人事件』の日本でのリリースのエンド・タイトル・テーマ「ミステリー・ナイル」を歌い、日本でTOP20ヒットとなった。これにより、サンディーと久保田はフォロー・アップ・アルバムを録音する機会を得た。限られた時間と予算で、アルバム『ミステリー・ナイル』は、 ABBAの「ダンシング・クイーン」を含むディスコとポップのカバー バージョンで構成されている。このアルバムではサンディーと久保田は、それぞれ「Sandy O'Neil」と「Theo Layer」という変名を使用した。
その他のゲスト出演には、 ゴダイゴのアルバム『DEAD END』と『西遊記』に加えて、山本翔の『Melting Pot』が含まれ、そのバックバンドは一風堂となった。
1979年、再び「サンディ・オニール」という名前を使用して、サンディーはディスコ・トラック「Hey!キングコング」をリリースしたが、ヒットにはならなかった。同年、サンディーはイエロー・マジック・オーケストラ（YMO）のアルバム『ソリッド・ステイト・サヴァイヴァー』収録曲「ABSOLUTE EGO DANCE」に参加。1979年の終わりに、YMOとサンディーは、YMOの多くの曲も書いた作詞家、クリス・モズデルの歌詞をフィーチャーした、アルファレコードでのデビュー作、 『イーティン・プレジャー』をサンディーのソロ・アルバムとしてレコーディングを開始、この時点ではまだソロで売る路線で考えられていた。このアルバムは細野晴臣プロデュースでYMOファミリーと夕焼け楽団が参加した。モズデルとのコラボレーションは、今後4年間でバンドの最大のヒット曲のいくつかを生み出すことになる。サンディと久保田は、ブロンディのサウンドと成功に影響を受け、後にデボラ・ハリーやクリス・スタインと友誼を結んだと記録に残っている

### 1980年代: サンセッツ
サンディー&ザ・サンセッツとしての彼らの最初のショーは、1980年12月に日本武道館でYMOの前座であった。 1981年、「サンセッツ」名義では初めてのアルバム『ヒート・スケール』 をスペインのイビサ島でレコーディングした。このアルバムも細野晴臣プロデュースで、再びクリス・モズデルの歌詞をフィーチャーし、17カ国でリリースされた。日本国内では「サンセッツ」名義だったが、海外では「サンディー&ザ・サンセッツ」名義で発売された。ほとんどの海外リリースは「イーティング・プレジャー」の曲を追加したものである。『ヒート・スケール』のリリースから次のアルバム『イミグランツ』のリリースまで（作詞家のクリス・モズデルが再びタイトル曲を書いた）サンセッツは英国で多くの時間を過ごし、 デヴィッド・シルヴィアンとファン・ボーイ・スリーのプロデューサーであるデイヴ・ジョーダンと共にレコーディングを行った。『サウンズ』、『NME』、『メロディ・メイカー』などのメディアがサンセッツを大きく取り上げ、日本での信頼が高まり、レコードの売り上げが伸びた。彼らのライブアクトは、ジャパンのファイナル・ワールドツアーでのサポートアクトに続いて、国際的な音楽業界で多くのファンを獲得した。サンセッツはツアーを続け、ユーリズミックス、インエクセス、ブロンディ、デヴィッド・ボウイと一緒にフェスティバルに出演した。1983年のオーストラリアでの大規模なツアーとテレビ出演により、シングル「Sticky Music」（作詞クリス・モズデル）がオーストラリアチャートで11位を達成することができた。サンディー&ザ・サンセッツは「BABYLON」など、中森明菜の曲も書いている。サンディー＆ザ・サンセッツは、国際的な流通とプロモーションに問題を抱えていたため、世界的な成功を再現することはできなかったが、熱狂的なカルト・ファンを持っていた。
スティーヴ・クロッパーは、サンセットのギタリストであるケニー井上が独特の弾き方で演奏しているのを見て（"Open Sesame" で聞いたように）、テクニックを教えてほしいと頼んだ。
1985年、サンディー&ザ・サンセッツはアルファレコードを離れ、東芝EMIに移籍した。 スティーヴン・ダフィ（"Something Special"）とのコラボレーションに続いて、グループはロックに影響された 『ラ・ラ・ラ・ラブ』をリリース。日本国外では 『Banzai Baby』 としてリリースされた。音楽的には強力なアルバムだったが、グループはレコード会社の指導に従ったにもかかわらず、国際的に宣伝されなかったことに失望し、その後のリリースのために独自の創造的なビジョンに従うことを選択した。これにより、彼らはレゲエ、ダンスホール、その他のジャマイカ・スタイルに導かれ、サンセッツの最終アルバム「Rhythm Chemistry」「One Love」に大きな影響を与えた。

### その後
1990年、グループはサンディーのソロ名義で再出発したが、1990年代に入ってもライブでは「& The Sunsetz」を使い続けた。サンディーと久保田麻琴はアジア市場に集中することを決め、サンディーが主要曲を最大4ヶ国語でレコーディングしたことも手伝って、その後のリリースはより多く売れた。1996年、サンディーは 「サンディーズ・ハワイ」アルバムの第一弾をレコーディングし、フラ文化への関与を深めていった。サンディは現在、東京・原宿と横浜で2つのフラ教室を経営し、NHKでフラ入門のテレビシリーズを放送した。2005年末、サンディーはクム・フラの位を獲得し、細野晴臣が音楽を担当した伊勢の神宮でのイベントで祝った。
久保田麻琴は現在も日本の主要な音楽プロデューサーであり、常にワールド・ミュージックの新しい方向性を模索している。

## ディスコグラフィー

### シングル
- "Alive" (Alfa 、UK盤、1981)
- "Heat Scale" (Alfa、スペイン盤、1982)
- "Dreams Of Immigrants" (Sire、UK盤、1982)- オーストラリア #100[6]
- "Open Sesame" (Sire、ベネルクス盤)
- "Sticky Music" (Alfa-Yen/WEA, 1983) オーストラリア #11
- "Jimmy Mack" (Sire、オーストラリア盤、1984)
- "だって夏よっ = Babes In The Woods" (Eastworld/Toshiba EMI、1985)
- "East Meets West" (Virgin、オーストラリア盤、1986)
- "Battery" (Eastworld/Toshiba EMI、1986)
- "Calling You" (Synergy、ジャマイカ盤、1988)
- "No-No-No=悲しき鉄道員"(Eastworld/Toshiba EMI、1988)
- "涙の太陽" (Eastworld/Toshiba EMI、1989)

### アルバム
- ヒート・スケール (Alfa Records, 1981) ※サンセッツ名義
- イミグランツ (Alfa Records, 1982)
- ララララ ラブ~Banzai Baby (Eastworld/Toshiba EMI, 1986)
- リズム・ケミストリー (Toshiba EMI, 1987)
- ワン・ラブ (Toshiba EMI, 1988)

### コンピレーション
- Viva Lava Liva 〜祝・再・生〜: 1980–1983 (Alfa Records, 1984; a different version was released in Australia)
- オリエンテーション (Best of 1985–1988) (Toshiba EMI, 1990)
- East Meets West (A&M, US/Canada, 1989; compilation of material from 1980 to 1988)
- ベストセレクション (Alfa Records，1990)
- ツインベスト – Super Best of Sandii and Sunsetz (Alfa Records, 1996[7])

### その他
- "The Bomb the Bass Remix" (Alfa Records, 1991) ※リミックス盤